# Fort Dodge (Kansas)
Fort Dodge – jednostka osadnicza w Stanach Zjednoczonych, w stanie Kansas, w hrabstwie Ford.